# اصول و دیدگاه‌های تغذیه معدنی گیاهان
اصول و دیدگاه‌های تغذیهٔ معدنی در ایران کتابی از امنوئل اپستین با ترجمهٔ غلامحسین حق‌نیا و سید عبدالحسین ریاضی همدانی است که در سال ۱۳۶۸ منتشر و در مراسم کتاب سال جمهوری اسلامی ایران به‌عنوان کتاب شایسته تقدیر معرفی شد.